# Demodex ovis
Demodex ovis är en spindeldjursart som beskrevs av Louis-Joseph Alcide Railliet 1895. Demodex ovis ingår i släktet Demodex och familjen Demodecidae. Inga underarter finns listade i Catalogue of Life.